# Danilo Álvarez
Danilo Álvarez Carrillo (Caracas, Venezuela; 9 de mayo de 1968) es un productor musical, ingeniero de sonido y autor, reconocido por su trabajo con los Premios Grammy Latinos.  especialmente conocido por su trabajo en el área de la grabación de orquestas sinfónicas y por ser el autor del libro "100% Productor Musical". Danilo ha grabado y mezclado más de cien conciertos sinfónicos en vivo y diesiocho álbumes, de los que destacan dos ganadores del Latin Grammy.
Entre 2004 y 2016 trabajó  en el Sistema Nacional de Coros y Orquesta de Venezuela y posteriormente en 2017, bajo su propia marca graba a artistas de música clásica, instrumental y jazz. 
En 2017, Danilo recibió por primera vez el Grammy Latino en la categoría mejor álbum de música tropical, como productor e ingeniero de sonido con el disco Bidimensional de Guaco, la orquesta sinfónica Simón Bolívar y el maestro Gustavo Dudamel. En 2019, obtiene su segundo Grammy Latino en la categoría Mejor álbum de música clásica como productor musical por el disco Regreso, con la Orquesta Nueva Filarmonía, el maestro Ricardo Jaramillo y el percusionista Samuel Torres. Ese año también obtiene el premio Latinoamericano de Oro como ingeniero y productor musical de mayor referencia en Venezuela En 2021 publica el libro "100% Productor musical" con términos y conceptos sobre audio, música, locaciones, marcas y personalidades del mundo audio profesional.
Es fundador y propietario del selllo discográfico Dag klassical   y co - fundador de Mansa Studio, una compañía de grabación mezcla. [cita requerida]

## Créditos discográficos
En su trayectoria, Danilo se ha desempeñado como productor musical, productor discográfico, ingeniero de grabacióne ingeniero de mezcla de los siguientes álbumes: 
| Álbum                                      | Artistas                                                                                               | Créditos                               |
| ------------------------------------------ | --- | -------------------------------------- |
| Serenata al Avila                          | Orquesta Gran Mariscal de Ayacucho, Maritza Durán, Rodoñfo Saglimbeni                                  | Ingeniero de sonido                    |
| Hagiwara – Paredes                         | Mami Hagiwara, Orquesta Juvenil Caracas, Dietrich Paredes                                              | Ingeniero de sonido                    |
| Fiesta                                     | Orquesta Sinfónica Simón Bolívar, Gustavo Dudamel                                                      | Ingeniero de sonido, asistente         |
| Más que un sueño                           | Ensamble Trabuco.                                                                                      | Ingeniero de sonido                    |
| 9na de Mahler                              | Orquesta Simón Bolívar y filarmónica de los Angeles, Gustavo Dudamel.                                  | Ingeniero de sonido, asistente         |
| Barroqueanas Venezolanas                   | Efraín Oscher, Pacho Flores, Edicson Ruíz, Sergio Sánchez, Alejandro Carrillo, Kammerensemble Konsonan | Ingeniero de sonido                    |
| Regreso                                    | Orquesta Nueva filarmonía, Ricardo Jaramillo, Samuel Torres.                                           | Productor musical                      |
| Latin Connections                          | Orquesta Sinfónica Venezuela, James Strauss.                                                           | Productor musical, ingeniero de sonido |
| Música sinfónica                           | Orquesta Sinfónica Venezuela, Dimitri Cervo.                                                           | Productor musical, ingeniero de sonido |
| Venezuelan Elegy                           | Orquesta Sinfónica Venezuela, Philip Glass, James Strauss .                                            | Productor musical, ingeniero de sonido |
| Mozart Discoveries                         | Camerata Simón Bolívar, James Strauss.                                                                 | Ingeniero de sonido                    |
| Quartetos Paulistas                        | Simón Bolívar String Quartet                                                                           | Ingeniero de sonido                    |
| Music from Home                            | Marcela Roggeri.                                                                                       | Ingeniero de sonido                    |
| Brahams - Shumman                          | Cati Sara López.                                                                                       | Ingeniero de sonido                    |
| Tonada                                     | Morris Northcutt                                                                                       | Productor discográfico                 |
| Schubert                                   | Goulnara Galínchina.                                                                                   | Productor musical, ingeniero de sonido |
| Llegó Navidad, Villancicos Polacos         | Gerardo Gerulewicz                                                                                     | Productor musical, ingeniero de sonido |
| Amor en vida                               | Senza Fine                                                                                             | Ingeniero de sonido y productor        |
| Tema con Variazioni in Dm, de Marín Marais | Frank Di Polo y Rubén Riera                                                                            | Productor musical                      |
| Caracas Blues                              | Frank Di Polo y Rubén Riera                                                                            | Productor musical                      |

## Premios
| Año  | Categoría                     | Trabajo nominado                                                      | Resultado |
| ---- | ----------------------------- | --------------------------------------------------------------------- | --------- |
| 2017 | Mejor álbum latino tropical   | Bidimensional – Guaco, Gustavo Dudamel, Sinfónica Simón Bolívar       | Ganadores |
| 2019 | Mejor Álbum de música clásica | Regreso – Orquesta Nueva Filarmonía, Ricardo Jaramillo, Samuel Torres | Ganadores |

### Otros reconocimientos
- 2019 Premio latinoamericano de Oro como Productor Musical de mayor influencia en Venezuela.[13]